# لیاندرو ده دئوس سانتوس
لیاندرو ده دئوس سانتوس بازیکن فوتبال اهل برزیل است 